# Franjerokje
Het franjerokje (Blackfordia virginica) is een hydroïdpoliep uit de familie Blackfordiidae. De poliep komt uit het geslacht Blackfordia. Blackfordia virginica werd in 1910 voor het eerst wetenschappelijk beschreven door Mayer. Het is een brak water hydroïdpoliep met een opvallende planktonische medusestadium en een klein obscuur poliepstadium.

## Verspreiding
Blackfordia virginica werd in 1904 voor het eerst beschreven vanuit de haven van Norfolk en Hampton Roads. Er is enige onenigheid over waar deze soort inheems is, maar op basis van eerder bewijs behandelen zoölogen deze soort als afkomstig uit de Zwarte Zee. Het is geïntroduceerd in Europa, de Kaspische Zee, Zuid-Afrika, Mexico, Zuid-Amerika, China, India en de oost- en westkust van de Verenigde Staten. Poliepen van B. virginica zijn alleen gemeld uit estuariene leefomgevingen, maar medusae zijn gevonden in open wateren. De poliepen groeien op waterplanten en de onderkant van harde substraten. Het medusa-stadium van deze soort heeft het potentieel om planktonische voedselwebben te veranderen door predatie op zoöplankton.
In Nederland werd in augustus 2014 een hydroïdmeduse van het franjerokje gevangen in de haven van Amsterdam en een maand later werden bij IJmuiden in het Noordzeekanaal hydroïdpoliepkolonies verzameld die sterk leken op die van B. virginica. De introductie in Nederland heeft waarschijnlijk plaatsgevonden met ballastwater.